# 2007 VK184
الكويكب 2007 VK184 هو من الكويكبات الصغيرة ذات قطر ما دون الكيلومتري مصنف من الكويكبات القريبة من الأرض ينتمي لمجموعة أبولو، يقّدر قطره بحوالي 130 متر، تم تصنيفه من الدرجة 1 على مقياس تورينو للخطورة من قبل نظام مراقبة الحارس مما يعني أن وجوده قرب الأرض طبيعي ولا يشكل خطراً.

## الوصف
تم إكتشاف الكويكب 2007 VK184 يوم 12 نوفمبر 2007 من خلال نظام ماسح السماء كاتالينا، وتمت استعادة رصده ودراسته من قبل مرصد ماونا كيا في 26 مارس 2014، ثم في 28 من نفس الشهر أزيل من تصنيف الحارس للكويكبات ذات خطر الإصطدام.
في يوم 4 يناير 2008، مع قوس مراقبة استمر لـ 52 يوم، أظهرت البيانات أن هناك فرصة مقدارها 1/2700 لإصطدامه بالأرض في يوم 3 يونيو 2048، بينما نظام الحارس استخدم بيانات رصد 60 يوم وأظهر أن فرصة الإصدام هي 1/1820 حوالي (0.055%) للإصطدام بنفس التاريخ.
ومنذ مارس 2014، توصلت النتائج بأن الكويكب سيكون على بعد 0.013 وحدة فلكية (1,900,000 كـم؛ 1,200,000 ميل) من الأرض في يوم 2 يونيو 2048.

### عبور عام 2014
قبل إقترابه عام 2014، تمت مراقبته لقوس مراقبة بسيط بلغ 60 يوم وبيانات مسار إقتراب هذا الكويكب كانت غير دقيقة بسبب مروره قرب الأرض والزهرة والمريخ، في 23 مايو 2014، مر الكويكب على بعد 0.17 وحدة فلكية من الأرض بلغ قدره الظاهري تقريباً 20.8. إقترابه سمح للعلماء استعادة رصده ودراسته في 26 مارس 2014 وتدقيق إحتمالات إصطدامه في المستقبل.
مع إقترب الكويكب من الأرض تصبح قيمة عدم الدقة في تحديد موضعه أكبر، بإستعادة رصد الكويكب قبل وصوله إلى النقطة الأقرب يتمكن العلماء من مراقبته بشكل أكثر دقة ولفترة أطول وتجنب البحث في منطقة كبيرة من السماء، للحصول على المزيد من الملاحظات والقياسات.
بعد المراقبة لفترة كافية غالباً ما يتم خفض تصنيف الكويكبات على مقياس تورينو إلى 0 (أي عديم الخطورة).
تم تقييم خطورته فرضياً بالإعتماد على قيمة القطر (130 متر)، إذا ما إصطدم بالأرض فسوف يدخل الغلاف الجوي بسرعة تقدر بـ 19.2 كلم/ثانية سيعطيه هذا طاقة حركية تعادل طاقة إنفجار 150 ميغاطن من مادة تي-إن-تي، وعلى فرض أنه سقط في منطقة صخور رسوبية فإن تأثير إصطدامه سيشابه تأثير إنفجار 40 ميغاطن من التي-إن-تي هذا سيحدث فوهة إصطدام قطرها تقريباً 2.1 كيلومتر.
عادة ما يصطدم كويكب بقطر 130 متر بالأرض كل 11,000 سنة أو ما يقاربها.
في 26 و27 مارس 2014، تم الحصول على بيانات إضافية إستبعدت إمكانية إصطدام الكويكب 2007 VK184 بالأرض عام 2048.

## اقرأ أيضاً
- كويكب
- قائمة الكويكبات القريبة من الأرض
- قائمة كويكبات واضحة
- نيزك